# Ханна (тропічний шторм, 2002)
Тропічний шторм Ханна (англ. Tropical Storm Hanna) —  сильна тропічна буря, яка вплинула на узбережжя затоки та південно-східні райони США. Десятий тропічний циклон і восьмий названий штормом сезону ураганів в Атлантичному періоді 2002 року.

Ханна утворилася завдяки складній взаємодії поверхневого жолоба, тропічної хвилі та системи низького тиску верхнього рівня, порушення верхньої атмосфери. Позначена тропічна депресія в 0000   UTC вересня   12, шторм залишався неорганізованим протягом усієї тривалості, хоча досяг статусу тропічної бурі та пікової інтенсивності 1 001 мбар (29,6 дюйм рт. ст.), з вітрами 60   миль на годину (100   км / год). Ханна перетнула крайній південний схід Луїзіани і здійснила другий водоспад вздовж кордону Алабама – Міссісіпі. 
Оскільки велика частина пов'язаної з ним конвективної діяльності була на схід від центру тиражу, Луїзіана та Міссісіпі отримали мінімальний збиток. Однак на острові Дофін, штат Алабама, шторм спричинив прибережну повінь, яка закрила дороги та змусила евакуацію жителів. Флорида отримала сильні пориви вітру, сильні опади та сильний приплив, що призвело до загибелі трьох плавців. 20000   будинки в державі втратили електроенергію. Сильні опади прогресували в Грузію, де відбулися значні повені. Пошкодження врожаю були великими, і затопленням було пошкоджено близько 335 споруд. Буря спричинила загальну суму близько 20 доларів   млн. (2002 р.)   USD; 23,96 дол   млн. 2008 р   USD) в збитку.

## Метеорологічна історія
На початку вересня 2002 року широкий поверхневий жолоб простягся від західного Атлантичного океану до Мексиканської затоки . У той же час тропічна хвиля, що рухається на захід, у вересні зайшла в затоку   10 і породив слабкий низький уздовж корита, з мало пов'язаною грозовою активністю. 11вересня, верхній рівень, розташований низько над Сполученими Штатами, перемістився в Затоку і відрізався від потоку, дозволяючи атмосферній конвекції розвиватися на схід від тропічної хвилі. Поверхня низькоорганізована, а конвекція формувалася ближче до центру низини. В 0000   UTC 12 вересня, літак « Урагани-мисливці» зміг знайти чітко визначений центр обігу; Національний центр ураганів (NHC), таким чином, назвав його тропічною депресією, тоді як вона становила близько 280 миль (450 км)   на південь від Пенсакола, штат Флорида . 
Після призначення циклону став неорганізованим і не мав глибокої та стійкої конвекції; при сухому повітрі, що порушує західний край шторму, істотне посилення вважалося малоймовірним.  Незважаючи на те, що її стрижуть, циклон наблизився до статусу тропічної бурі пізніше того ж дня, хоча він залишався депресією через частково нетропічний вигляд. Спочатку депресія схилялася до північного сходу через слабкі рульові потоки  і вона посилилася в тропічну бурю в 0600   UTC Таким чином, його назвали Національним центром ураганів Ганна. Протягом наступних 24   годин, центр низького рівня обертався навколо центрів середнього та верхнього рівня, а вся тропічна буря повернулася на південний захід до кінця вересня   12.  Після пробіжки на північний захід центр низького рівня відокремився від конвекції.  Затихаючи, шторм почав повертатись на північ під рульовими течіями південно-західного потоку, пов'язаного з наближенням середнього рівня до корита.  Потім Ханна різко зміцнилася, щоб досягти максимальної інтенсивності 60   миль на годину (100   км / год) при 0000   UTC вересня   14.  
Конвекція змістилася у бік східного півкола циркуляції, тоді як нерухомий оголений центр став неправильним та витягнутим.  14 вересня, погано організований циклон перетнув південний схід Луїзіани, повернув на північ-північний схід і здійснив другий водоспад поблизу від кордону Алабама – Міссісіпі на 1500   UTC того дня, як і раніше на піку. Буря швидко розповсюдилася, коли вона протікала всередину, і залишок низького тиску перемістився до Грузії та Південної Кароліни . 